# Blauwe Vlag
De Blauwe Vlag is een internationaal milieu-merk dat jaarlijks wordt toegekend aan stranden en jachthavens.

## Toekenning
Na een onderzoek van een inspecteur of aan de criteria wordt voldaan en een nationale nominatie wordt de Blauwe Vlag toegekend door een internationale jury van de Foundation for Environment Education (FEE). In 1987 werden de eerste blauwe vlaggen gehesen. Inmiddels (2012) is ze te zien op 3500 stranden in Europa, Zuid-Afrika, Marokko, Nieuw-Zeeland, Canada en het Caribische gebied.

## Criteria

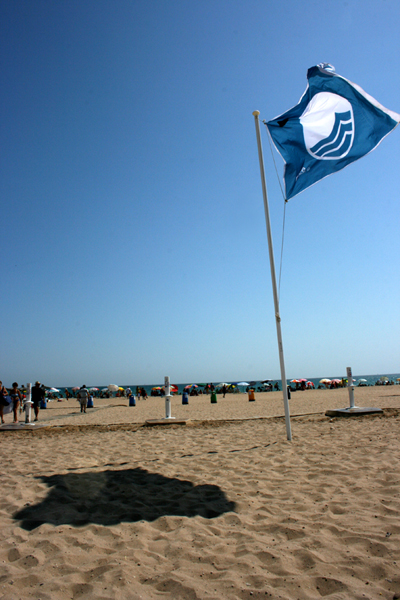
Blauwe Vlag op het strand

Criteria kunnen verplicht zijn of aanbevelingen.

### Stranden
Samenvatting van criteria:
- Het zwemwater is van uitstekende kwaliteit
- Het strand wordt schoongehouden
- Op het strand bevinden zich voldoende toiletten en afvalbakken
- Reddingsmaterialen en een EHBO-post zijn op het strand aanwezig
- Ter bescherming van het natuurlijk milieu van zee, strand en duinen worden voorlichtingsactiviteiten georganiseerd

### Jachthavens
Samenvatting van criteria:

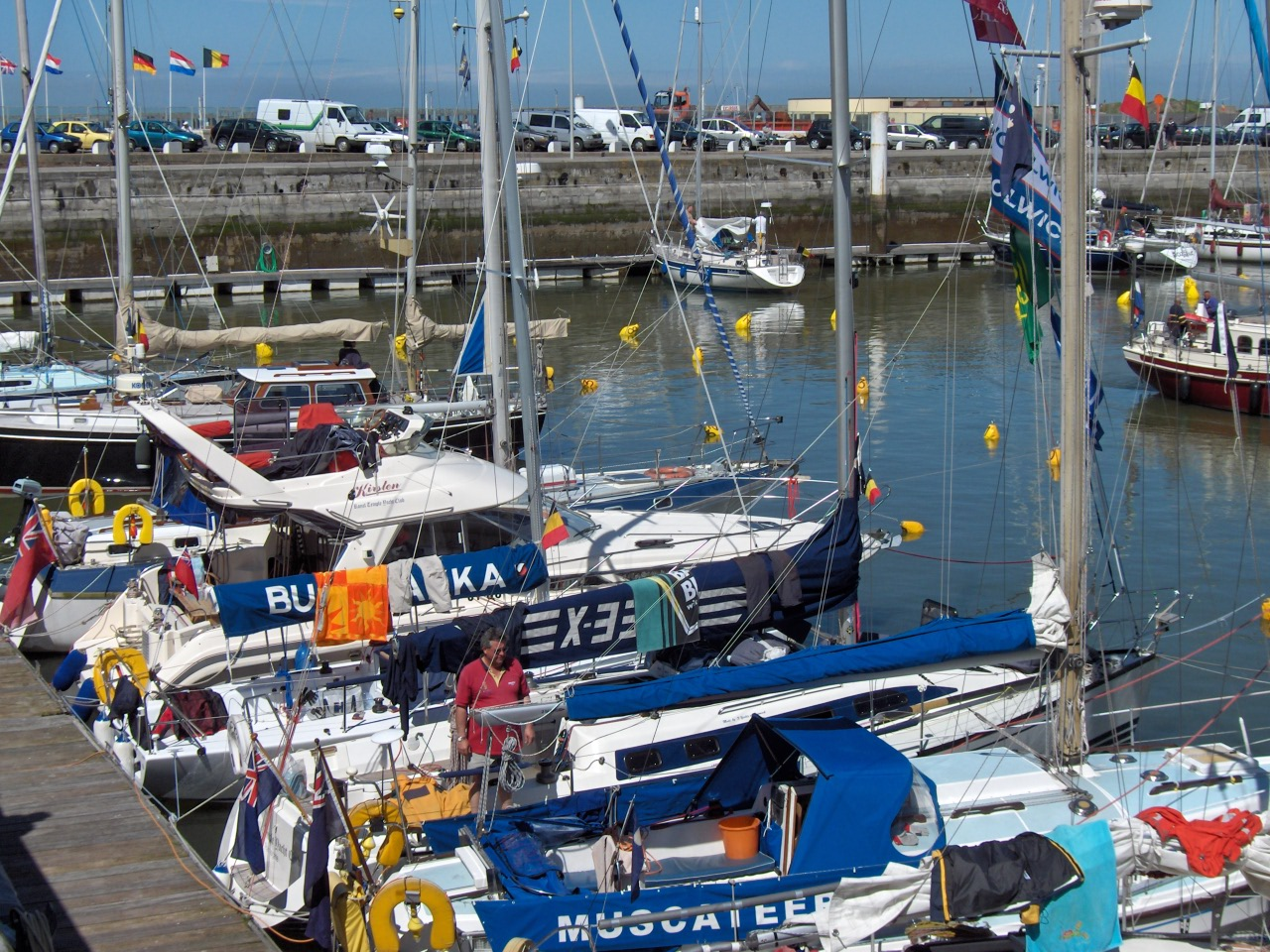
jachthaven

- Water, kades en steigers zijn schoon
- Goede hygiënische sanitaire voorzieningen zijn in voldoende mate aanwezig
- Er is een gescheiden afvalinzamelingssysteem, bij voorkeur ook voor bilgewater en afvalwater.
- Lozingen van afvalwater van boten en havenvoorzieningen in het water van de haven zijn verboden
- Reddings-en blusmiddellen zijn aanwezig
- Er is een havenreglement met gedragscodes voor de bezoekers
- Informatie over hoe om te gaan met natuur en milieu is beschikbaar